# Теріберка (село)
Теріберка (рос. Териберка) — село у Кольському районі Мурманської області Російської Федерації.
Населення становить 957 осіб. Належить до муніципального утворення Теріберське сільське поселення.

## Населення
| 1939 | 1959  | 1970  | 1979  | 1989  | 2002  | 2010 |
| ---- | ----- | ----- | ----- | ----- | ----- | ---- |
| 2802 | ↗4762 | ↘3150 | ↘2479 | ↘2338 | ↘1367 | ↘957 |

## Галерея

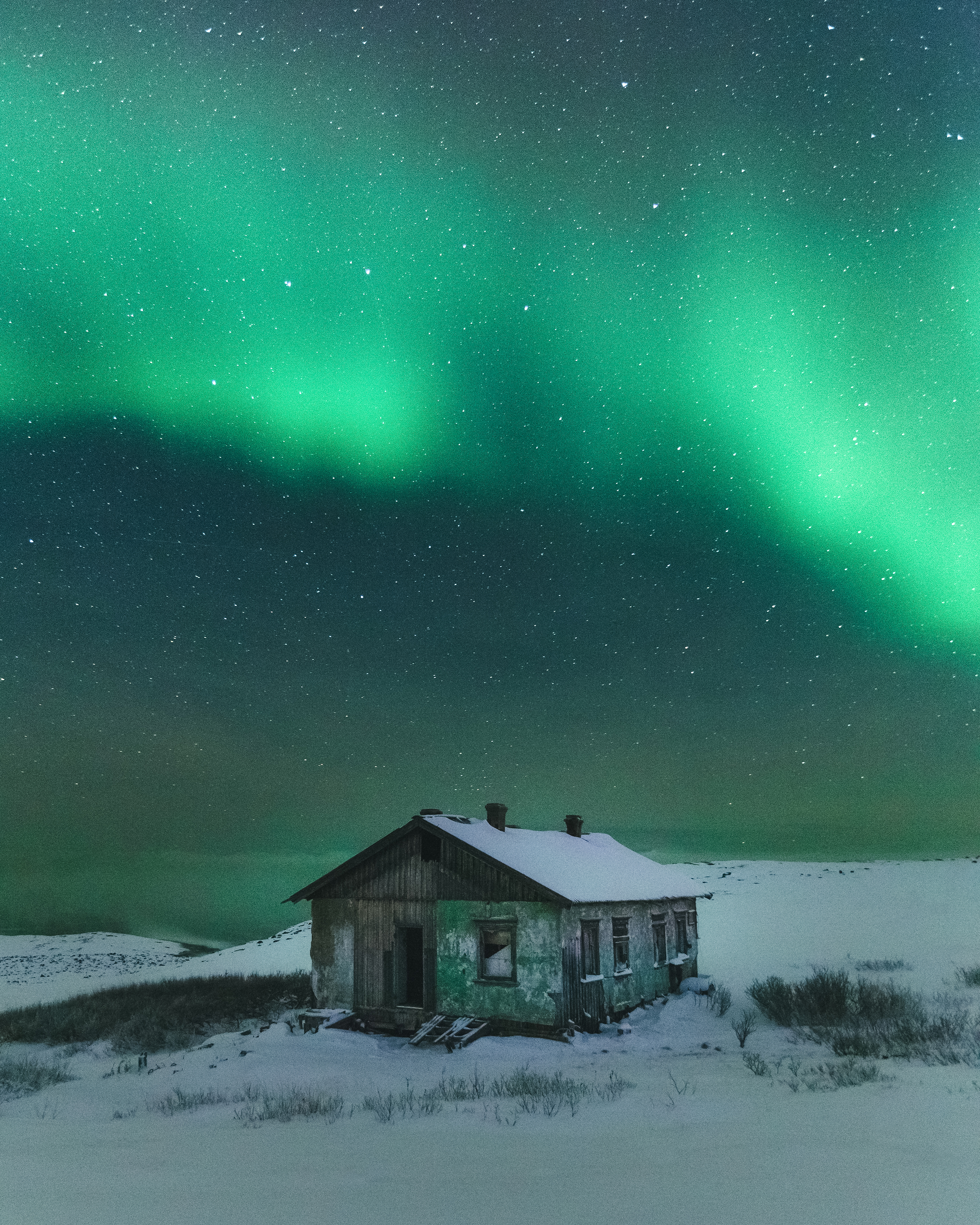
Північне сяйво над покинутою метеостанцією у Теріберці